# FC Triesenberg
Fussballclub Triesenberg (obecně známý jako Triesenberg) je lichtenštejnský fotbalový klub sídlící v Triesenbergu. Lichtenštejnsko nemá vlastní ligovou soutěž, a tak soutěží v 3. Lize, sedmé nejvyšší úrovni švýcarského fotbalu. Své domácí zápasy hraje na Sportplatzu Leitawis.